# Ngaju dayak
Le ngaju dayak (ou ngaju) est une langue austronésienne parlée en Indonésie, dans la province du Kalimantan central. La langue appartient à la branche malayo-polynésienne des langues austronésiennes.

## Répartition géographique
La ngaju est la langue maternelle des populations dayak qui résident le long du Kapuas, du Kahayan, du Rungan et en partie le long du Barito et du Katingan.

## Histoire
Le ngaju est une langue importante dans la région. Elle a longtemps été utilisée comme lingua franca dans les échanges entre les Ngaju et d'autres populations, tels que les Ma’anyan, les Ott Danum, les Lawangan ou les Malais de Banjar.
En 1858, August Hardeland entre en contact avec les Ngaju et développe une littérature écrite, surtout chrétienne, basée sur le dialecte de pulau Petak.
Actuellement la langue doit faire face à l'expansion de la langue nationale, l'indonésien. Elle résiste mieux dans les zones rurales qu'en ville.

## Classification
Le ngaju est une des langues barito occidentales. Celles-ci, avec les autres langues barito sont parfois classées dans un sous-groupe, le grand barito.
Pour Adelaar (2005), les langues barito occidentales sont un des sous-groupes constituant le malayo-polynésien occidental.

## Phonologie
Les tableaux présentent la phonologie du dialecte ngaju de Pulau Petak, les voyelles et les consonnes.

### Voyelles
|         | Antérieure    | Centrale      | Postérieure   |
| ------- | ------------- | ------------- | ------------- |
| Fermée  | i [i] iː [iː] |               | u [u] uː [uː] |
| Moyenne |               |               | o [o] oː [oː] |
| Ouverte |               | a [a] aː [aː] |               |

### Allophones
Une semi-voyelle peut s'insérer dans une séquence qui contient les voyelles [i] et [u] :
[ˈbuɛʔ] ou [ˈbuʷɛʔ], « grand-père »
[ˈduɪt] ou [ˈduʷɪt], « argent »
[kaˈhiuʔ] ou [kaˈhiʲuʔ], « orang-outang »

### Consonnes
|              |              | Bilabiales | Alvéolaires | Dorsales | Dorsales | Glottales |
| ------------ | ------------ | ---------- | ----------- | -------- | -------- | --------- |
| Palatales    | Vélaires     | Bilabiales | Alvéolaires |          |          | Glottales |
| Occlusives   | Sourde       | p [p]      | t [t]       | c [c]    | k [k]    | ʔ [ʔ]     |
| Occlusives   | Sonore       | b [b]      | d [d]       | j [ɟ]    | g [g]    |           |
| Fricative    | Fricative    |            | s [s]       |          |          | h [h]     |
| Nasale       | Nasale       | m [m]      | n [n]       | ny [ɲ]   | ŋ [ŋ]    |           |
| roulée       | roulée       |            | r [r]       |          |          |           |
| liquide      | liquide      |            | l [l]       |          |          |           |
| Semi-voyelle | Semi-voyelle | w [w]      |             | y [j]    |          |           |

## Sources
- (en) Adelaar, Alexander, The Austronesian Languages of Asia and Madagascar: A Historical Perspective, The Austronesian Languages of Asia and Madagascar, pp. 1-42, Routledge Language Family Series, Londres, Routledge, 2005  (ISBN 0-7007-1286-0)
- (en) Mihing, T.W.J., et W.A.L. Stokhof, On the Ngaju Dayak Sound System, Miscellaneous Studies in Indonesian and Languages in Indonesia, Part III (éditeur: Soepomo Poedjosoedarmo), NUSA Linguistic Studies in Indonesian and Languages of Indonesia, volume 4, pp. 49-59, Jakarta, Badan Penyelenggara Seri NUSA, 1977.